# 查維尼亞區
14°41′38″S 74°07′27″W / 14.69389°S 74.12417°W
查維尼亞區（西班牙語：Distrito de Chaviña），是秘魯的一個區，位於該國中南部阿亞庫喬大區的盧卡納斯省，始建於1921年8月22日，面積399.1平方公里，海拔高度3,310米，2005年人口2,708，人口密度每平方公里6.8人。